# Salt
Salt es un municipio español de la provincia de Gerona, en la comunidad autónoma de Cataluña. Situado en la comarca del Gironés, tiene una 33 904 habitantes (INE 2024), lo que lo convierte en el segundo municipio más poblado del área urbana de Gerona.

## Geografía
El término municipal tiene una extensión de 6,47 km², siendo uno de los más pequeños de las comarcas de Gerona. Está situado en el extremo centro oeste de la comarca del Gironés. La acción continua y regular del río Ter constituye, probablemente, el elemento más determinante y significativo de su medio natural. El término municipal de Salt se encuentra a 83,7 m sobre el nivel del mar.
La red hidrográfica del municipio de Salt está compuesta básicamente por el río Ter que atraviesa el municipio de oeste a este y limita el término municipal de Salt con San Gregorio y Gerona, estableciendo la frontera norte del municipio. Además del Ter, la red de aguas superficiales presenta otros elementos: por un lado, los desagües naturales de los últimos contrafuertes de las Guillerías: la Maçana, el Marroc y la riera Mus, que confluyen directa o indirectamente al río Ter. Y por otra parte, los regadíos artificiales que cuelgan de la acequia Monar, que está conectada con el Ter. Todos ellos permiten regar la zona comprendida entre el río y la acequia. Con la excepción de este pequeño espacio agrícola delimitado por el río y la acequia, Salt es una gran área urbanizada fruto de un proceso que conoció su momento más álgido en las décadas de 1970 y 1980.
| Noroeste: San Gregorio | Norte: San Gregorio | Noreste: Gerona |
| Oeste: San Gregorio    |                     | Este: Gerona    |
| Suroeste: Bescanó      | Sur: Vilablareix    | Sureste: Gerona |

### Fauna
La protección de las Dehesas de Salt ha permitido preservar un espacio de gran interés natural. Esta zona natural se encuentra situada cerca de un área fuertemente urbanizada. Pese a esto, se ha identificado y protegido un gran número de especies en peligro de extinción y al mismo tiempo se han reintroducido algunas como la cigüeña y la nutria.

### Flora
La cubierta vegetal del llano se explica a partir de la influencia que ejerce el río Ter, ya que la vida de las comunidades vegetales de mayor interés depende de este importante curso fluvial. La vegetación está estrechamente vinculada al agua, ya sea la vegetación acuática, con la presencia de comunidades de lentejas de agua y potamogeton; la de aguas encharcadas, con carrizales y espadañares; o la de bosque de ribera, con berrazas, salcedas, alisedas, acacias, plátanos, alamedas y choperas. Hay también huertas y deveses, que son los espacios naturales asociados a la vegetación de mayor interés humano.

## Historia
La primera documentación encontrado sobre el municipio de Salt, data del año 823, llamado entonces "Salto".
Durante la mayor parte de la Edad Media, la población estaba formada únicamente por masías junto a la acequia del Monar. A partir del siglo XVI hay constancia de un núcleo de casas agrupadas, en la actual calle de la Ferreria Vella. 
La población continuó siendo escasa y dedicada únicamente a la agricultura hasta que a mediados del siglo XIX empezaron a instalarse industrias textiles que aprovechaban la fuerza hidráulica de la acequia del Monar. A mediados del siglo XIX, el lugar tenía contabilizada una población de 362 habitantes. Aparece descrito en el decimotercer volumen del Diccionario geográfico-estadístico-histórico de España y sus posesiones de Ultramar de Pascual Madoz de la siguiente manera:

SALT: l. con ayunt. en la prov., part. jud. y dióc de Gerona (1 1/4), aud. terr., c. g. de Barcelona. sit. en llano á la márg. der. del r. Ter, con buena ventilacion y clima templado y saludable; las enfermedades comunes son fiebres intermitentes. Tiene 70 casas y una igl. parr. (San Cucufate) servida por un cura de ingreso de provision real y ordinaria, un vicario y 2 beneficiados de patronato laical. Eltérm. confina: N. Domenys; E. Sta. Eugenia; S. Montfullá, y O. Bescanó. El terreno es de buena calidad, participa de regadio por las aguas del mencionado r. y las de la acequia que viene de Bescanó á desaguar en el Oñá. Los caminos son locales y se hallan en regular estado. prod.: trigo, maiz, legumbres y hortalizas; cria ganado lanar, y pesca en el r. ind.: una gran fáb. de hilados de algodon recientemente establecida, con su maquinaria construida en Inglaterra. pobl.: 53 vec., 362 alm. cap. prod.: 4.946,800 reales. imp.: 123,670.
En 1.º de setiembre de 1809, la division francesa mandada por Lecchi se hallaba desordenada; y recogida por Millossevitz habia quedado apostada en Salt. Por este pueblo se dirigió á la plaza de Gerona un convoy de 2,000 acémilas custodiado por 4,000 infantes y 2,000 caballos á las órdenes del general D. Jaime Garcia Conde; y este, cayendo de repente sobre los franceses de Salt, los arrolló completamente.
(Madoz, 1849, p. 707)

Fue agregado al municipio de Gerona en 1975 y se segregó para constituir nuevamente un municipio independiente en 1983.

## Toponimia
Existen dos hipótesis sobre el origen del nombre de Salt:
1. La primera establece que el nombre de Salt procede de la expresión “Sale alte” que aparece mencionada el año 1019.
2. La segunda relaciona el nombre de Salt con la palabra “Salto”, que se encuentra en un documento del año 823.

Todo parece indicar que el nombre de Salt deriva de “Salto” pues salto era un tipo de propiedad de la tierra documentado desde la época romana.

## Símbolos
Hasta el año 1949 el municipio de Salt carecía de un escudo propiamente dicho, ya que hasta ese momento, el Ayuntamiento utilizaba un sello que había experimentado varias modificaciones desde el siglo XVIII. El escudo de Salt es una composición formada por:
«Una corona de príncipe en alusión al Principado de Girona, las barras catalanas, una espiga de trigo que relaciona el municipio con las actividades agrícolas, y una rueda de molino sobre las aguas de la acequia Monar, que vincula el municipio con las actividades manufactureras e industriales»
El blasón no ha sido oficializado por la Generalidad de Cataluña, institución encargada de la revisión y aprobación de los símbolos cívicos en la comunidad autónoma de Cataluña. La ley de la Generalidad sobre símbolos concede escudos en forma de losange y estipula que las armas reales (las cuatro barras de gules sobre oro), que en este escudo de Salt amueblan el primer cuartel, sólo pueden llevarlo cuando esté demostrado que los reyes las hubieran otorgado a los pueblos, villas o ciudades.

## Demografía
Salt cuenta con una población de 33 904 habitantes (INE 2024).
| Gráfica de evolución demográfica de Salt entre 1842 y 2021 |
| |
| Población de derecho según los censos de población del INE Población de hecho según los censos de población del INEEntre el censo de 1981 y el anterior, este municipio desaparece porque se integra en el municipio Gerona Entre el censo de 1991 y el anterior, aparece este municipio porque se segrega del municipio Gerona |

| Nacionalidad | Hombres | Mujeres | Total  | %      | Proporción |
| ------------ | ------- | ------- | ------ | ------ | ---------- |
| Española     | 10 130  | 9985    | 20 115 | 61.8 % |            |
| Extranjera   | 7009    | 5393    | 12 402 | 38.1 % |            |

| País de nacimiento | Hombres | Mujeres | Total | %      | Proporción |
| ------------------ | ------- | ------- | ----- | ------ | ---------- |
| Marruecos          | 2815    | 2085    | 4900  | 33.0 % |            |
| Honduras           | 796     | 1336    | 2132  | 14.3 % |            |
| Gambia             | 1018    | 360     | 1378  | 9.3 %  |            |
| Malí               | 607     | 125     | 732   | 4.9 %  |            |
| India              | 342     | 261     | 603   | 4.1 %  |            |
| Senegal            | 398     | 160     | 558   | 3.8 %  |            |
| Colombia           | 239     | 258     | 497   | 3.3 %  |            |
| Rumanía            | 237     | 212     | 449   | 3.0 %  |            |
| Ghana              | 288     | 153     | 441   | 3.0 %  |            |
| Nigeria            | 235     | 142     | 377   | 2.5 %  |            |
| Brasil             | 114     | 128     | 242   | 1.6 %  |            |

Salt, además, también ha vivido un fenómeno particular y es que, a medida que la población inmigrante crece, mengua la población española.
El término municipal está formado por un único núcleo de población.
Durante las décadas de 1970 y 1980 el término municipal amplió espectacularmente el número de habitantes debido a la presencia de industrias textiles, produciendo un efecto llamada sobre muchos inmigrantes en busca de trabajo.

## Economía
El crecimiento de la población se debió principalmente a la industria textil. Actualmente la actividad económica predominante son los servicios y el comercio, mientras que la industria tiene un papel menos importante. 

## Administración y política
| Periodo   | Nombre                      | Partido | Partido                                    |
| --------- | --------------------------- | ------- | ------------------------------------------ |
| 1979-1991 | Salvador Sunyer i Aimeric   |         | Partit dels Socialistes de Catalunya (PSC) |
| 1991-1999 | Xavier Corominas i Mainegre |         | Partit dels Socialistes de Catalunya (PSC) |
| 1999-2007 | Jaume Torramade Ribas       |         | Convergència i Unió (CiU)                  |
| 2007-2011 | Iolanda Pineda Balló        |         | Partit dels Socialistes de Catalunya (PSC) |
| 2011-2015 | Jaume Torramade Ribas       |         | Convergència i Unió (CiU)                  |
| 2015-act. | Jordi Viñas i Xifra         |         | Esquerra Republicana de Catalunya (ERC)    |

| Partido político                                         | 2023  | 2023  | 2023       | 2019  | 2019  | 2019       | 2015  | 2015  | 2015       | 2011  | 2011  | 2011       | 2007  | 2007  | 2007       |
| Partido político                                         | %     | Votos | Concejales | %     | Votos | Concejales | %     | Votos | Concejales | %     | Votos | Concejales | %     | Votos | Concejales |
| Esquerra Republicana de Catalunya (ERC)                  | 25,22 | 1926  | 6          | 28,60 | 2493  | 7          | 21,44 | 1732  | 5          | 3,97  | 330   | 0          | 8,23  | 661   | 2          |
| Partit dels Socialistes de Catalunya (PSC)               | 19,40 | 1481  | 5          | 19,75 | 1722  | 5          | 14,00 | 1131  | 3          | 22,33 | 1857  | 6          | 37,04 | 2974  | 9          |
| Vox                                                      | 16,75 | 1279  | 4          | 12,81 | 1117  | 3          | —     | —     | —          | —     | —     | —          | —     | —     | —          |
| Junts per Catalunya (JxC)-Convergència i Unió (CiU)      | 16,42 | 1254  | 4          | 16,61 | 1448  | 4          | 23,04 | 1861  | 6          | 32,56 | 2708  | 9          | 34,85 | 2798  | 8          |
| Candidatura d'Unitat Popular (CUP)                       | 8,22  | 628   | 2          | 8,92  | 778   | 2          | 12,34 | 997   | 3          | 10,03 | 834   | 2          | —     | —     | —          |
| Partit Popular de Catalunya (PP)                         | 4,21  | 322   | 0          | 2,51  | 219   | 0          | 4,27  | 345   | 0          | 6,83  | 568   | 1          | 6,46  | 519   | 1          |
| En Comú Podem (ECP)-Iniciativa per Catalunya Verds (ICV) | 2,51  | 192   | 0          | 1,93  | 169   | 0          | 5,41  | 437   | 1          | 3,13  | 260   | 0          | 6,09  | 489   | 1          |
| Ciutadans (CS)                                           | —     | —     | —          | 4,27  | 373   | 0          | 5,98  | 483   | 1          | —     | —     | —          | —     | —     | —          |
| Plataforma per Catalunya (PxC)                           | —     | —     | —          | —     | —     | —          | 8,63  | 697   | 2          | 13,96 | 1161  | 3          | —     | —     | —          |

## Transporte
Tiene servicios de autobuses que son las líneas L3, L4 y L9